# 欧里奥勒
欧里奥勒（法語：Auriolles，法語發音：[oʁjɔl]）是法国吉伦特省的一个市镇，属于朗贡区。

## 地理
欧里奥勒（44°44'30"N, 0°2'59"E）面积7.03 平方千米，位于法国新阿基坦大区吉倫特省，该省份为法国西南部沿海省份，是法國本土面积最大的省，北起滨海夏朗德省，西临大西洋，南至朗德省，东南接洛特-加龍省，东临多爾多涅省。
与欧里奥勒接壤的市镇（或旧市镇、城区）包括：利斯特拉克德迪雷兹、卡佐吉塔、佩勒格吕、圣费尔姆、苏萨克。

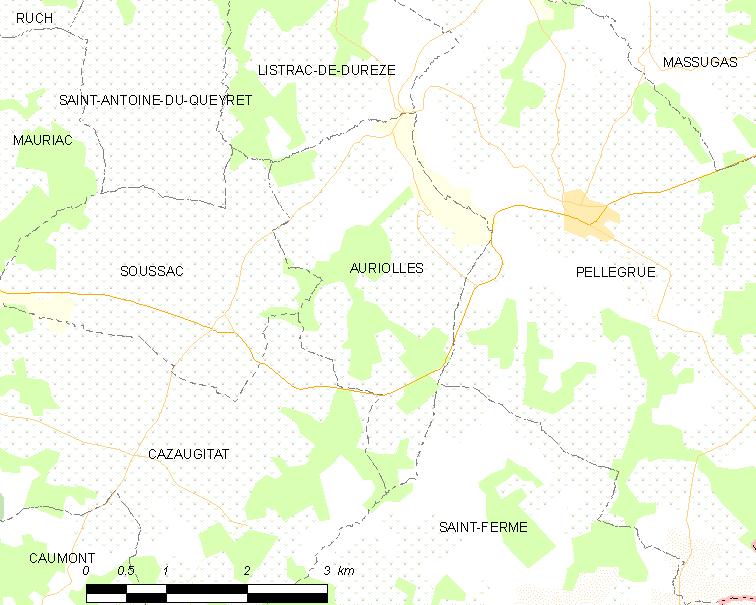
欧里奥勒的OSM定位图

欧里奥勒的时区为UTC+01:00、UTC+02:00（夏令时）。

## 行政
欧里奥勒的邮政编码为33790，INSEE市镇编码为33020。

## 政治
欧里奥勒所属的省级选区为勒雷奥莱-莱巴斯蒂德县。

## 人口

1962-2008年间欧里奥勒人口变化图示

欧里奥勒于2022年1月1日时的人口数量为137人。